# Діафрагмальна грижа
Діафрагмальна грижа (діафрагмальна кила, діафрагмова грижа)  — переміщення органів черевної порожнини в грудну порожнину через природні або патологічні отвори, дефекти діафрагми.
Припускають, що природжена діафрагмальна грижа — наслідок тератогенного впливу хініну, протиепілептичних препаратів, дефіциту вітаміну A.
Природжені діафрагмальні грижі часто поєднуються з аненцефалією, цефалоцеле, розколиною губи і твердого піднебіння, омфалоцеле, дефект міжшлуночкової перетинки і тетрадою Фалло.

## Класифікація
1. Вроджені
2. Набуті
3. Післятравматичні
4. Справжні
5. Несправжні

I Кили стравохідного отвору діафрагми
- Ковзні кили стравохідного отвору діафрагми (стравохідні, кардіальні, кардіо-фундальні)
- Кили стравохідного отвору параезофагального типу (фундальні, антральні, кишкові, комбіновані кишково-шлункові кили, сальникові)
- Гігантські кили стравохідного отвору(субтотальні шлункові, тотальні шлункові)
- Короткий стравохід (набутий, вроджений — грудний шлунок)

II Парастернальні кили
- ретростернальні
- ретрокостостернальні

III Люмбокостальні діафрагмальні грижі
IV Кили атипової локалізації
- Вроджена діафрагмальна грижа (Congenital diaphragmatic hernia):
  - Грижа Морганьї
  - Грижа Бохдалека (Bochdalek hernia)
- Грижа стравохідного отвору діафрагми (Хіатальна грижа)
- Ятрогенна діафрагмальна грижа
- Травматична діафрагмальна грижа

## Будова діафрагмальної грижі
Діафрагмальна кила має грижові ворота, грижовий мішок і грижовий вміст. Тканини в ділянці воріт, внаслідок розтягнення і тиску, піддаються атрофії і склерозу. Можуть розвинутись некроз, хронічне запалення.

## Етіологія і патогенез
Одна з причин виникнення є порушення ембріогенезу з трансформацією в аномалії розвитку діафрагми. Набуті діафрагмальні кили найбільш часто виникають внаслідок травми діафрагми (в спорті, на виробництві, де підіймаються важкості), слабкості сполучної тканини, вікової інволюції діафрагми, підвищення внутрішньочеревного тиску (важка фізична праця, закрепи, вагітність), захворювання шлунку, кишечника, захворювання легень і бронхів, які викликають частий кашель, ожиріння, переїдання, вживання алкоголю, речовин хімічної природи, які викликають опіки і рубцювання стравоходу.
Причиною ковзних гриж може бути підтягнення стравоходу вгору при рефлюкс-езофагітах внаслідок інтенсивного скорочення його поздовжньої мускулатури.

### Кут Гіса
Кут Гіса — кута між дном шлунка і стравоходу. Кут Гіса утворюється на місці переходу стравоходу в кардіальну частину шлунка. Має велике значення при виборі способу оперативного втручання з метою лікування діафрагмальної грижі. Перешкоджає рефлюксу кислого вмісту. Симптомом грижі вважають збільшення кута Гіса в сторону до тупого (більше 90 і менше 180).

## Методи лікування діафрагмальної грижі
Повністю вилікувати діафрагмальну грижу можна тільки за допомогою оперативного втручання, але частіше за все грижа з'являється знову. Тому проводять консервативну терапію, за допомогою дієти, медикаментів, тощо.
Консервативна терапія допомагає:
- зменшити ступінь виходу шлункового вміст в стравохід, а кишкового — в шлунок
- зменшити кислотність шлункового соку
- вилікувати гастрит, виразку
- запустити нормальну перестальтику

### Діафрагмальна грижопластика
При оперуванні гриж застосовуються методики, спрямовані на зміцнення стінок шкірних тканин. Враховується розмір грижового дефекту, обсяг грижового мішка і стан тканин черевної стінки в зоні грижових воріт. Для хірургічного оперування грижі найбільш часто використовують метод Ліхтенштейну-Шоудайса або лапароскопію.
Широке поширення одержали методики, які використовують синтетичні атравматичні шовні матеріали. Одним з основних методів лікування грижі є метод Ліхтенштейну-Шоудайса з пластикою 3D сіткою. Даний метод використовує синтетичну нитку або спеціальну пропіленову сітку. Це дозволяє зміцнити ослаблені тканини в області грижових воріт і перешкоджає подальшому розвитку грижі. Причому, правильно встановлена сітка не сприймається організмом пацієнта як чужорідний об'єкт. Зазвичай така операція досить легко переноситься пацієнтами і є так званим «золотим стандартом» в медицині.
Сучасне ендоскопічне обладнання дозволяє проводити операції при грижах черевної стінки. Даний метод оперування називається лапароскопією. Пацієнту робиться кілька невеликих розрізів в черевній області, через які вводиться лапароскоп і необхідні хірургічні інструменти. Лапароскоп дозволяє хірургові стежити за ходом операції на екрані монітора, а мініатюрними інструментами проводити маніпуляції з усунення грижі.

## Профілактика
Перша за все в профілактика діафрагмальної кили полягає в укріпленні м'язів живота (за допомогою фізичних вправ), лікування закрепів, виключення важких фізичних навантажень, системний огляд гастроентеролога.